# Emma Woodhouse (personaje)
Emma Woodhouse es el personaje titular de la novela de 1815 de Jane Austen, Emma. Es descrita como «bella, inteligente y rica».

## Personalidad
Emma es la segunda hija del Henry Woodhouse y su difunta esposa. Su hermana mayor, Isabella, está casada con el señor John Knightley, con quien tuvo cinco hijos. Emma lleva una muy buena relación con su antigua institutriz, la señora Weston (antes señorita Taylor), y su mejor amiga es la considerada Harriet Smith. 
Emma vive junto a su padre en su hogar de Hartfield, en Inglaterra, cerca de Highbury. Le gusta actuar como casamentera, no está interesada en el matrimonio, no tiene necesidades económicas debido a su herencia, y no tiene deseos de dejar a su padre solo después del matrimonio de su hermana. Sin embargo, acaba enamorándose del cuñado de su hermana.

## Personaje
Antes de que la novela fuese publicada, Austen dijo respecto a Emma: «Voy a elegir a una heroína que, excepto a mí, no gustará mucho». Emma es una joven muy inteligente pero también mimada. Es la primera protagonista de una novela de Austen que no tiene problemas financieros, lo que, según menciona la propia Emma, es la principal razón por la que no desea casarse.
Emma permanece inmune a la atracción romántica y el deseo sexual, a diferencia de otras protagonistas de Austen, como Elizabeth Bennet (Orgullo y prejuicio) o Marianne Dashwood (Sensatez y sentimiento), quienes se enamoraron de alguien más antes de llegar al interés romántico principal. Su deseo por Frank Churchill se demuestra es más que nada capricho y deseo de un poco de drama en su vida más que un amor romántico genuino. 

## Adaptaciones en otros medios
- 1967: Emma, serie de televisión española con Lola Herrera como Emma. El reparto también incluye a Manuel Aguado, Lola Cardona, Miguel Aguado, Ana María Vidal, Luisa Sala y Pepe Martín.
- 1972: Emma, serie de televisión con Doran Godwin como Emma.
- 1995: Clueless, película inspirada en la novela de Austen pero adaptada a la modernidad, protagonizada por Alicia Silverstone como Cher Horowitz (Emma) y Paul Rudd como Josh Lucas (George Knightley).
- 1996: Emma, adaptación cinematográfica de la novela, con la actriz estadounidense Gwyneth Paltrow como Emma. La interpretación de Paltrow fue bien recibida por la crítica,[1]y alabaron su habilidad de imitar el acento británico.[2]El reparto también incluye a Toni Collette, Jeremy Northam, Ewan McGregor y Alan Cumming.
- 1996: Emma, adaptación para televisión con Kate Beckinsale como Emma. El reparto también incluye a Mark Strong, Samantha Morton y Bernard Hepton.
- 2009: Emma, miniserie en HD de BBC, con Romola Garai como Emma, y Jonny Lee Miller como Knightley.
- 2020: Emma, adaptación cinematográfica de la novela, con la actriz británico-estadounidense Anya Taylor-Joy como Emma, y Johnny Flynn como Knightley. Respecto a la película, Peter Travers de Rolling Stone dijo que la interpretación de Taylor-Joy era «incandescente».[3]

## Recepción
Las interpretaciones del personaje en la pantalla han tenido bastante éxito, siendo las actrices que la interpretan ganadoras o nominadas a varios premios de la industria.
Premios Globo de Oro
| Año  | Categoría                        | Actriz          | Película | Resultado |
| ---- | -------------------------------- | --------------- | -------- | --------- |
| 2021 | Mejor actriz - Comedia o musical | Anya Taylor-Joy | Emma     | Nominada  |

Premios Satellite
| Año  | Categoría                        | Actriz          | Película | Resultado |
| ---- | -------------------------------- | --------------- | -------- | --------- |
| 1997 | Mejor actriz - Musical o Comedia | Gwyneth Paltrow | Emma     | Ganadora  |
| 2021 | Mejor actriz - Musical o Comedia | Anya Taylor-Joy | Emma     | Nominada  |